# Улица Клемента Готвальда (Подольск)
Улица Клемента Готвальда — улица в центре города Подольска. Разделяет Межшоссейный и Высотный районы города. Улица носит название в честь Клемента Готвальда — премьер-министра и президента Чехословакии, коммуниста (одного из основателей Коммунистической партии Чехословакии).

## Описание
Улица Клемента Готвальда располагается между улицей Свердлова и одной из главных улиц города улицей Кирова. Начинается улица Клемента Готвальда от пересечения с улицей Свердлова (переходя из Индустриальной улицы) и уходит на северо-запад, заканчиваясь на пересечении на пересечении с улицей Кирова (далее улица переходит в улицу Маштакова). Слева по ходу движения от начала улицы примыкает улица Гайдара.
На всем своем протяжении улица Клемента Готвальда является улицей с двухсторонним движением.
Нумерация домов начинается со стороны улицы Свердлова.
Почтовый индекс улицы Клемента Готвальда в Подольске: 142114, 142110.

## Примечательные здания и сооружения
- Мемориал Великой Отечественной войны (площадь генерала Алексея Семеновича Еремеева на пересечении улицы Свердлова и улицы Клемента Готвальда). Ранее площадь носила имя площади Якова Михайловича Свердлова (революционера, советского политического и государственного деятеля) однако в 2011 году по решению администрации города Подольска была переименована в честь генерал-майора Алексея Семёновича Еремеева, участника Великой Отечественной войны, директора Подольского электромеханического завода (ПЭМЗ), лауреата Государственной премии СССР и почетного гражданина города Подольска[3][4]. На площади в честь погибших в Великой Отечественной войне заводчан Подольского электромеханического завода (ПЭМЗ) установлен памятник. Памятник представляет собой стелу, устремленную ввысь в виде меча, близлежащая территория с танцующим фонтаном составляет единую композицию. Открытие памятника-стелы состоялось в 1985 году и было приурочено к празднованию Дня Победы 9 мая.
- Дворец культуры «Октябрь»[5] (улица Свердлова дом 38). Решение о строительстве Дворца культуры было принято руководством Подольского электромеханического завода, в связи с популярностью коллективов художественной самодеятельности. Закладка первого камня состоялась 2 ноября 1966 года, а открытие Дворца культуры произошло в 1975 году.
- Гостиница «Подмосковье» (улица Клемента Готвальда 1/42)[6].
- Стадион «Труд» (улица Клемента Готвальда 4, стр.1)[7]. Спортивный многофункциональный комплекс в городе Подольске был построен ещё в далеком 1961 году. Вместимость стадиона составляла более 22 тысяч зрителей. На тот момент это был крупнейший стадион Московской области. В 90-х годах прошлого века стадион был закрыт в связи с аварийным состоянием, объекту требовалась реконструкция. Планы реконструкции много раз менялись, строительные работы останавливались и реконструированный стадион вновь открылся только 13 сентября 2008 года. Вместимость трибун реконструированного стадиона уменьшилась и теперь составляет только 11 962 зрителя. Подтрибунные помещения теперь оборудованы шестью спортивными залами (единоборства, игровые виды, хореография, шейпинг, кардио тренажёры и общефизическая подготовка). Вокруг футбольного поля оборудованы беговые дорожки для занятий дисциплинами из лёгкой атлетики[8]. В период проведения в России Чемпионата мира по футболу в 2018 году стадион «Труд» стал базовым стадионом для тренировок судейского состава[9]. 1 марта 2020 года на стадионе «Труд» открылся центральный клуб губернаторской программы «Активное долголетие»[10].
- Спортивный комплекс «Спорт-Сервис» (улица Клемента Готвальда 4).

## Транспорт
По улице проходят маршруты автобусов № 20, № 9, № 3, № 13 и № 446 и троллейбуса № 4К . Маршруты № 3 и № 13 являются кольцевыми (движение осуществляется в одном направлении). Конечной и начальной точкой маршрутов № 3 и № 13 является станция «Подольск».